# Усть-Каменогорский конденсаторный завод
Усть-Каменогорский конденсаторный завод — предприятие по выпуску типовых и силовых конденсаторных установок в Восточно-Казахстанской области. 
Впервые выпустил конденсаторы в мае 1959 года. С 1962 освоен выпуск комплектных конденсаторных установок, с 1985 конденсаторы пропитываются экологически безопасными жидкостями.[уточнить] Основные потребители продукции — предприятия машиностроения, чёрной и цветной металлургии, предприятия-изготовители электрооборудования для энергосистем, электротермических установок и промышленные предприятия, использующие индукционный нагрев металлов токами высокой частоты. Продукция реализуется в десятки регионов Россию и страны ближнего и дальнего зарубежья.